# 平戸市立中野小学校
平戸市立中野小学校（ひらどしりつ なかのしょうがっこう、Hirado City Nakano Elementary School）は、長崎県平戸市中野大久保町にある公立小学校。略称は「中野小」（なかのしょう）。

## 概要
歴史
1882年（明治15年）に開校した「中野学区公立下等中野小学校」を前身とする。2022年（令和4年）に創立140周年を迎えた。
校訓
「なかよく かしこく たくましく」
校章
校歌
1961年（昭和36年）に制定。作詞は浦恒一による。歌詞は3番まである。
校区
住所表記で平戸市の後に「大山町、川内町、中野大久保町、水垂町（一部を除く）、山中町、坊方町、下中野町、古江町、主師町」が続く地域。中学校区は平戸市立中野中学校。

## 沿革
- 1882年（明治15年）4月14日 - 教育令に基づき、「中野学区公立下等中野小学校」が開校。小学初等科を設置。
- 1884年（明治17年）9月 - 中等科を設置し、「中野学区公立中等中野小学校」に改称。
- 1885年（明治18年）5月 - 学区改正により、「平戸学区公立中等中野小学校」に改称。
- 1886年（明治19年）7月 - 小学校令の施行により、「尋常中野小学校」（4年制）に改称。
- 1889年（明治22年）4月1日 - 町村制の施行により、中野村立の小学校となる。
- 1893年（明治26年）4月1日 - 小学校令の一部改正により、「中野尋常小学校」（4年制）に改称（「尋常」の位置が変わる[2]）。
- 1902年（明治35年）7月16日 - 主師[3]分教場を設置。
- 1904年（明治37年）4月1日 - 高等科を併置し、「中野尋常高等小学校」に改称。
- 1906年（明治39年）4月4日 - 古江[4]分教場を設置。
- 1908年（明治41年）4月1日 - 小学校令の一部改正により、義務教育期間が尋常科4年から尋常科6年に延長されたため、修業年限を尋常科6年・高等科2年に改正。
- 1915年（大正4年）4月1日 - 中野村立中野実業補習学校を併設。
- 1918年（大正7年）4月1日 - 高等科の修業年限を3年に延長する。
- 1922年（大正11年）6月1日 - 新校舎が完成。
- 1929年（昭和4年）4月1日 - 校舎を改築し、移転を完了。
- 1935年（昭和10年）4月1日 - 青年学校令の施行により、併設の中野村立中野実業補習学校が中野村立中野青年学校に改称。
- 1941年（昭和16年）4月1日 - 国民学校令の施行により、「中野村国民学校」と改称。
- 1947年（昭和22年）4月1日 - 学制改革（六・三制の実施）が行われる。
  - 旧・中野村国民学校の初等科（6ヶ年）が改組され、「中野村立中野小学校」が発足。
  - 旧・中野村国民学校の高等科（2ヶ年）と中野青年学校の普通科が改組され、中野村立中野中学校（新制中学校）が発足し、小学校に併設される。
- 1955年（昭和30年）4月1日 - 町村合併および市制施行により、「平戸市立中野小学校」（現校名）に改称。主師分校と古江分校を設置。
- 1960年（昭和35年）
  - 4月28日 - 校舎を改築。1929年（昭和4年）建築の校舎を解体。
  - 9月19日 - 古江分校の5・6年生を本校学とする。
- 1969年（昭和44年）
  - 7月 - 1922年（大正11年）建築の校舎を解体。
  - 12月9日 - 鉄筋コンクリート造2階建ての新校舎が完成。
- 1971年（昭和46年）4月10日 - 完全給食を開始。
- 1973年（昭和48年）3月15日 - 水害により土砂崩れが発生。危険校舎を撤去し、代替校舎が完成。
- 1977年（昭和52年）2月3日 - 僻地集会室・体育館が完成。
- 1982年（昭和57年）4月14日 - 創立100周年記念式典を挙行。
- 1989年（平成元年）3月25日 - 特別教室棟が完成。
- 1995年（平成7年）10月8日 - 相撲場土俵を設置。
- 2002年（平成14年）8月4日 - 相撲場に屋根を設置。
- 2004年（平成16年）3月31日 -  古江分校を廃止し、本校に統合。同年4月よりスクールバスで本校に通学することとなる。
- 2006年（平成18年）3月31日 - 主師分校を廃止し、本校に統合。同年4月よりスクールバスで本校に通学することとなる。
- 2012年（平成24年）4月1日 - 2年生と3年生において複式学級（全5学級編制）を開始。

## アクセス
最寄りのバス停
- 西肥自動車（西肥バス） 「小橋」バス停

最寄りの国道・県道
- 国道383号

## 周辺
- 平戸市中野ふれあい会館
- 平戸市立中野中学校
- 川内郵便局
- 皇大神社

## 参考資料
- 「中野村郷土誌」（中野尋常高等小学校著, 1921年（大正10年）9月30日発行）p.104-p.181 第七章 教育 - 国立国会図書館近代デジタルライブラリー コマ番号63-123

## 関連事項
- 長崎県小学校一覧